# Душан Рајковић
Душан Рајковић (Крушевац, 17. јун 1942) је српски шаховски велемајстор и шаховски тренер. 

## Шаховска каријера
Од 1962. године Душан Рајковић је више пута учествовао у финалима првенстава Југославије у шаху. 1983. у Херцег Новом је заједно са Божидаром Ивановићем поделио 1. место, обојица су проглашени за првака Југославије.
Рајковић је освојио следеће међународне шаховске турнире:
- Врњачка Бања (1976)
- Смедеревска Паланка (1977, 1979), другопласиран на турнирима 1981. и 1982.
- Атина, Акропољ (1980)
- Брисел (1987), ОХРА турнир
- Бачка Паланка (2002)

Завршио је као други на следећим међународним шаховским турнирима:
- Мајданпек (1976)
- Вршац (1979)
- Баден-Баден (1988)

Рајковић је 1983. на 8. Европском екипном првенству у шаху у Пловдиву са репрезентацијом Југославије освојио сребрну медаљу. На седмој табли имао је пет ремија, без победе и пораза.
Рајковић је играо за Југославију на Светским студентским екипним првенствима у шаху:
- 1966. је на 13. Светском студентском екипном првенству у Еребру играо на другој табли и извојевао седам победа, три ремија и претрпео два пораза.

- 1967. је на 14. Светском студентском екипном првенству у Харахову играо на другој табли и извојевао две победе, четири ремија и претрпео три пораза.

- 1968. је на 15. Светском студентском екипном првенству у Ибсу у Аустрији играо на четвртој табли и извојевао пет победа, седам ремија и претрпео један пораз.

Рајковић је играо за Југославију на шаховским Балканијадама:
- 1977. је на 9. шаховској Балканијади у Албени у Бугарској играо на четвртој табли и освојио екипно сребрну и појединачно бронзану медаљу. Играо је четири партије и имао две победе, један реми и један пораз.
- 1978. је на 10. шаховској Балканијади у Баиле Херкулану играо на четвртој табли и освојио екипно златну медаљу. Играо је једну партију, коју је ремизирао.
- 1979. је на 11. шаховској Балканијади у Бихаћу играо на петој табли и освојио екипно и појединачно златну медаљу. Играо је четири партије и имао две победе и два ремија.
- 1980. је на 12. шаховској Балканијади у Истанбулу играо на петој табли и освојио екипно златну, а појединачно сребрну медаљу.  Играо је четири партије и имао две победе и два ремија.
- 1982. је на 14. шаховској Балканијади у Пловдиву играо на другој табли и освојио екипно сребрну, а појединачно златну медаљу. Играо је четири партије и имао две победе и два ремија.
- 1986. је на 18. шаховској Балканијади у Софији играо на трећој табли и освојио екипно сребрну медаљу. Играо је пет партија и имао четири ремија и један пораз.

Душан Рајковић је 1974. добио титулу ФИДЕ међународног мајстора шаха, а три године касније добио је титулу ФИДЕ велемајстора. Постао је ФИДЕ тренер 2005. године.
1994. Рајковић је постао савезни селектор свих репрезентација Југославије. На место председника Шаховског савеза Србије ступио је 2004. године.